# Worldloppet
Worldloppet Ski Federation je federace sdružující nejvýznamnější dálkové lyžařské závody, jejímž cílem je propagace běžeckého lyžování. Federace byla založena v roce 1978 v městě Uppsala, Švédsko.

## Lokace
Závod zařazený do Worldloppet série může být právě jeden nejvýznamnější podnik z každého státu. V současnosti celá série závodů obsahuje 20 podniků z Evropy, Asie, Ameriky a Oceánie.
| Závod                              | Založení | Člen Worldloppet | Vzdálenost       | Max. počet účastníků | Místo                                                     |
| ---------------------------------- | -------- | ---------------- | ---------------- | -------------------- | --------------------------------------------------------- |
| Ushuaia Loppet                     | 1986     | 2014             | 21 km (42 km FT) | 780 (2011)           | Ushuaia, Tierra del Fuego, Argentina                      |
| Merino Muster                      | 1995     | 2014             | 42 km FT         |                      | Wanaka, Nový Zéland                                       |
| Kangaroo Hoppet                    | 1979     | 1991             | 42 km FT         | 1588 (1995)          | Falls Creek, Victoria, Australia                          |
| Vasaloppet China                   | 2003     | 2014             | 50 km            | 750 (2003)           | Čchang-čchun, Čína                                        |
| Jizerská padesátka                 | 1968     | 1999             | 50 km (30 km FT) | 9201 (2023)          | Bedřichov, Česká republika                                |
| Běh Dolomit                        | 1970     | 1978             | 42 km (60 km FT) | 3302 (1982)          | Obertilliach, Rakousko / Lienz, Rakousko                  |
| American Birkebeiner               | 1973     | 1978             | 54 km (50 km FT) | 9183 (2011)          | Cable, USA - Hayward, USA                                 |
| Marcialonga                        | 1971     | 1978             | 70 km            | 7570 (2013)          | Moena, Itálie - Cavalese, Itálie                          |
| Běh krále Ludvíka                  | 1968     | 1978             | 50 km (50 km FT) | 3700 (1983)          | Oberammergau, Německo                                     |
| Sapporo International Ski Marathon | 1981     | 1985             | 50 km FT         | 2048 (1987)          | Sapporo, Japonsko                                         |
| La Transjurassienne                | 1980     | 1981             | 56 km (68 km FT) | 3530 (1984)          | Les Rousses, Francie / Lamoura, Francie - Mouthe, Francie |
| Gatineau Loppet                    | 1979     | 1978             | 51 km (51 km FT) | 680 (2002)           | Gatineau, Quebec, Kanada                                  |
| Tartu Maraton                      | 1960     | 1994             | 63 km (63 km FT) | 9858 (1986)          | Otepää, Estonsko - Elva, Estonsko                         |
| Finlandia Hiihto                   | 1974     | 1978             | 50 km (50 km FT) | 13226 (1984)         | Lahti, Finsko                                             |
| Bieg Piastów                       | 1976     | 2008             | 50 km (30 km FT) | 1661 (2009)          | Szklarska Poręba, Polsko                                  |
| Vasův běh (Vasaloppet)             | 1922     | 1978             | 90 km            | 13770 (2012)         | Sälen, Švédsko - Mora, Švédsko                            |
| Engadin Skimarathon                | 1969     | 1978             | 42 km FT         | 13527 (1998)         | Maloja Pass, Švýcarsko - S-chanf, Švýcarsko               |
| Demino Ski Marathon                | 2007     | 2012             | 25 km (50 km FT) | 1294                 | Rybinsk, Rusko                                            |
| Birkebeinerrennet                  | 1932     | 1978             | 54 km            | 14609 (2011)         | Rena, Norsko - Lillehammer, Norsko                        |
| Fossavatn Ski Marathon             | 1935     | 2014             | 50 km (25 km FT) | 105 (2014)           | Ísafjörður, Island                                        |